# Barbosa Ferraz
Barbosa Ferraz is een gemeente in de Braziliaanse deelstaat Paraná. De gemeente telt 13.995 inwoners (schatting 2009).

## Aangrenzende gemeenten
De gemeente grenst aan Corumbataí do Sul, Fênix, Godoy Moreira, Iretama, Luiziana, Peabiru en São João do Ivaí.